# Tout est passé si vite
Tout est passé si vite est un roman de Jean-Noël Pancrazi paru le 11 septembre 2003 aux éditions Gallimard et ayant reçu le Grand prix du roman de l'Académie française la même année.

## Éditions
- Tout est passé si vite, éditions Gallimard, 2003  (ISBN 2070742903).